# A Dreamland Frolic
A Dreamland Frolic è un cortometraggio muto del 1919. Il nome del regista non viene riportato nei credit del film che fu interpretato dal popolare attore Lupino Lane.

## Trama
Uno scolaro sogna di indossare gli abiti di suo padre.

## Produzione
Il film fu prodotto dalla Globe.

## Distribuzione
Distribuito dalla Globe, il film - un cortometraggio in due bobine - uscì nelle sale cinematografiche britanniche nel luglio 1919.